# Guo Guangchang
Guo Guangchang (en chinois traditionnel : 郭廣昌 ; en chinois simplifié : 郭广昌), né le 16 février 1967 à Dongyang, dans la province de Zhejiang en Chine, est un milliardaire et homme d'affaires chinois. Il est le président de Fosun International Limited et un représentant de la 12e Conférence consultative politique du peuple chinois. Selon la Chine Rich List 2013 du Rapport Hurun il était la 41e personne la plus riche en Chine. À partir de 2015, il a été répertorié comme le 34e personne la plus riche en Chine par Forbes, avec une valeur nette de 7,3 milliards $.

## Biographie
Guo Guangchang est né dans une famille de paysans de la province de Zhejiang, près de Shanghaï. Il suit des études d'économie à l'université Fudan. En 1992, il crée Fosun avec deux proches, un diplômé en génétique et sa première femme, ingénieur en informatique.
Politiquement, Guo Guangchang est proche de la municipalité de Shanghaï, fidèle à l'ancien président Jiang Zemin. L'actuel président chinois Xi Jinping s'attaque aux proches de Jiang en utilisant une campagne anti-corruption. Guo Guangchang disparait pendant 4 jours le 10 décembre 2015, il aurait été vu emmené par la police dans un aéroport de la région de Shanghaï. « Il n'est pas encore clair s'il est visé par une enquête en cours ou s'il apporte son concours à une enquête ».
Guo Guangchang est le principal actionnaire du voyagiste Thomas Cook avec 15 % des actions au 30 juillet 2019,.